# ثقافة الجراحة التجميلية
ثقافة الجراحة التجميلية هي الموقف تجاه التغييرات التجميلية باستخدام الجراحة بمرور الوقت، برغم ذلك فإنَّ هذا الموقف يعتمد على الغرض. تسببت الحرب العالمية الأولى بإصابة آلاف الجنود بأضرار في الوجه لم يسبق مثلها، ما خلق حاجة هائلة لإعادة بناء ملامح الوجه، مثل هارولد جيليس من نيوزيلندا حيث طور واختبر طرقًا لاستعادة وظيفة وهيكلية وجوه الجنود واكتسبت هذه العمليات شعبية بسرعة. خلال الأربعينيات والخمسينيات من القرن الماضي، جرى التأكيد على الموضة والمظهر الشخصي بقوة أكبر في الولايات المتحدة. نظرًا إلى تغير الأفكار حول ما كان يعد جميلًا، جرى تطوير الخدمات والمنتجات والتقنيات لمساعدة المستهلكين على تلبية هذه المعايير إذا اختاروا ذلك. قد يخضع الناس للجراحة التجميلية في العصر الحديث بسبب حالتهم العقلية وعدم ثقتهم بأجسادهم. كما قد يلجأ الأفراد إلى تغيير شيء ما بأنفسهم عن طريق الجراحة لأنها تتطلب جهداً عقليًا أو عاطفيًا أقل كما أنّها تقلل من تشوه الجسم.

## الأصول/ التاريخ

### الحرب العالمية الأولى وبدايات الجراحة الترميمية
تسببت الحرب العالمية الأولى بإصابة آلاف الجنود بأضرار في الوجه لم يسبق مثلها، حيث خلفت حرب الخنادق والأسلحة المتقدمة أعدادًا هائلة من الموتى والدمار. وسببت الانفجارات وإطلاق النار السريع تشوهات فظيعة في وجوه الناجين من هذه الحروب، ما خلق حاجة ملحة للتدخل الطبي. طوّر الدكتور هارولد جيليس من نيوزيلندا واختبرَ طرقًا لاستعادة وظيفة وبنية وجوه هؤلاء الجنود، مثلًا، أخذ غضروفًا أو جلدًا من جزء يسهل إخفاؤه من جسم المريض واستخدمه لإصلاح المنطقة المصابة. نظرًا لآلاف الجنود الذين كانوا بحاجة إلى رعاية طبية فورية، لم يكن هناك نقص في الأشخاص الراغبين في التجربة. استند جيليس في عمله إلى الأساليب التي جرى تطويرها سابقًا، ولكنها لم تكن مخصصة لمثل هذا التطبيق بعيد المدى. اكتسب تقنيات جيليس المتبعة في إعادة بنية تشوهات وجوه الجنود شعبية بسرعة خصوصًا بعدما دُمجت مع تقنيات التخدير والأدوية المهدئة. لاقت قدرة الأطباء على إجراء جراحات الوجه الترميمية اهتمامًا دوليًا ووطنيًا. وكان الدكتور فرازتاد كازانجيان أول اختصاصي جراحة تجميل معترف به بعد الحرب في كلية الطب بجامعة هارفارد. بعد سنوات من انتهاء الحرب، انخفض بشكل ملحوظ أعداد المرضى الذين بحاجة إلى عمليات الوجه الترميمية. على هذا النحو، كان الجراحون قادرين على التعامل مع الحالات الأقل خطورة، مثل الحوادث الصناعية أو الإصابات الأخرى. أصبحت التقنيات والإجراءات أكثر تقدمًا ونمت المعرفة العامة بها.

### تغيير معايير الجمال وتطور التكنولوجيا
خلال الأربعينيات والخمسينيات من القرن الماضي، جرى التأكيد على الموضة والمظهر الشخصي بقوة أكبر في الولايات المتحدة؛ انتهت الحربان العالميتان، وعادت الحياة الطبيعية إلى الأسرة الأمريكية العادية. نظرًا إلى تغير الأفكار حول ما كان يعد جميلًا، جرى تطوير الخدمات والمنتجات والتقنيات لمساعدة المستهلكين على تلبية هذه المعايير إذا اختاروا ذلك. بدأ شعور النساء بالضغط ليكونن متناظرات، ولديهن بشرة ناعمة، ونحيفة ولكن مع وجود المنحنيات في بعض أجزاء الجسم. كان يعني كون الشخص نحيفًا جدًا أنّه مريضًا، لكن كون الشخص بدينًا للغاية كان يشير إلى قلة في الرعاية الشخصية للفرد نفسه.
بدأ التركيز على قياسات تمثال نصفي للخصر والورك، مع إعلان ملكة جمال أمريكا المثالية في الخمسينيات من 36 إلى 24-36. عادت شعبية الكورسيهات وتمارين الخصر خلال هذا الوقت لمساعدة النساء على تحقيق «شكل الساعة الرملية» الذي كان سائداً للغاية على الرغم من المخاطر الجسدية الذي يحملها. بينما كانت الفساتين المجهزة وحمالات الصدر متاحة بسهولة، اختارت بعض النساء الخضوع لعملية جراحية لتحسين أجسادهن. ارتفع معدل عمليات تكبير الثدي في الستينيات، وبعد عقد من الزمان وصلت معدلات فقدان الشهية العصبي إلى مستويات قياسية. في السبعينيات، أصبحت جراحة تصغير الثدي أكثر انتشارًا، وكذلك تصغير الفخذين والأرداف. جرى تطوير هذه العمليات الجراحية حديثًا؛ اشتملت بعض النتائج الشائعة غير المقصودة على الخدر، وفقدان الحركة، والالتهابات المعدية.

## العلاقة بين الحالة النفسية والجراحة التجميلية
يختار العديد من الأشخاص الذين أجروا الجراحة التجميلية في عصرنا القيام بذلك بسبب حالتهم العقلية وقلة الثقة في أجسادهم. بدلاً من العمل لتقبل أجسادهم وما هم عليه، يلجأ ملايين الأشخاص إلى تغيير شيء ما بأنفسهم بدلاً من ذلك لأنه يتطلب جهدًا عقليًا أو عاطفيًا أقل ومتاحًا بسهولة. أحد الأمثلة على ذلك هم الأشخاص الذين يعانون اضطرابات الأكل، قد يحاول الشخص الذي يعاني خللًا في الجسم الخضوع لعملية جراحية ليشعر أنه أكثر نحافة مما هو عليه بالفعل. المشكلة الرئيسية في ذلك هي أنّ العديد من مرضى اضطرابات الأكل لا يعانون من زيادة الوزن، لذلك لن تكون هذه الجراحة مفيدة لصحتهم الجسدية أو مظهرهم. حيث يتوقع هؤلاء المرضى أن يخرجوا من غرفة العمليات وكأنهم شخص جديد، ويعتقدون أنهم سيشعرون بالثقة بهذا الجسم الجديد. يمكن أن يحدث هذا لبعض الأشخاص، ولكن بالنسبة لغالبية الأشخاص الذين يعانون اضطرابات الأكل ويخضعون للتداخل الجراحة، فلن تتمكن الجراحة من تغيير طريقة تفكيرهم. يحتاج هؤلاء المرضى إلى علاج نفسي، لذا فإن الجراحة التجميلية ستكون مضيعة للوقت والمال.
إلى جانب مرضى اضطراب الأكل، فإن عددًا كبيرًا من الأشخاص الذين يختارون الخضوع لعملية جراحية تجميلية هم ضحايا للقلق أو الاكتئاب أو غيرها من الأمراض العقلية. يعتقد هؤلاء الأشخاص، تمامًا مثل مريض اضطراب الأكل، أنَّ الجراحة ستصلح حالتهم العقلية. لذا يحتاج هؤلاء المرضى لعلاجات الصحة العقلية لأن الجراحة على الأرجح لن تكون قادرة على تحسين حالتهم وتغيير طريقة تفكيرهم. ومع ذلك، يمكن أن يكون للجراحة التجميلية تأثيرات رائعة للغاية على مجتمع المتحولين جنسيًا وأولئك الذين يعانون من أضرار جسيمة في الوجه. غالبًا ما يشعر الأشخاص المتحولون الذين يختارون إجراء عملية جراحية بحيث يتوافق شكلهم الجسدي بشكل وثيق مع هويتهم الجنسية براحة أكبر ويكونون قادرين على رؤية شكلهم الخارجي بالطريقة التي يريدون رؤيتها، ما يمنح مجموعة مهمشة وغير معترف بها قدرًا كبيرًا من القوة لممارسة حياتهم. كما يستفيد ضحايا الحروق وغيرهم من المرضى الذين عانوا من تشوه كبير في الوجه من الناحية النفسية من الجراحة التجميلية؛ عادة ما يشعر هؤلاء الضحايا بسلب قوتهم، ووجود عدد كبير من الإجراءات الجراحية المتاحة لهم قد يجعل عملية الشفاء أسهل. تهدف هذه الإجراءات إلى استعادة الحياة الطبيعية للأشخاص الذين مروا بتجارب مؤلمة، ومساعدتهم على عيش حياة طبيعية قدر الإمكان.